# Litoblatta argentina
Litoblatta argentina är en kackerlacksart som beskrevs av Rocha e Silva och Aguiar 1975. Litoblatta argentina ingår i släktet Litoblatta och familjen småkackerlackor. Inga underarter finns listade i Catalogue of Life.